# Вербы (Калужская область)
Вербы — деревня в Козельском районе Калужской области. Входит в состав Сельского поселения «Село Попелёво».

## Географическое положение
Расположена на левом берегу реки Клютома у места впадения в неё реки Вязовенка, примерно в 6 км к северо-западу от города Козельск.

## Население
На 2010 год население составляло 3 человека.